# Heinrich Stolting

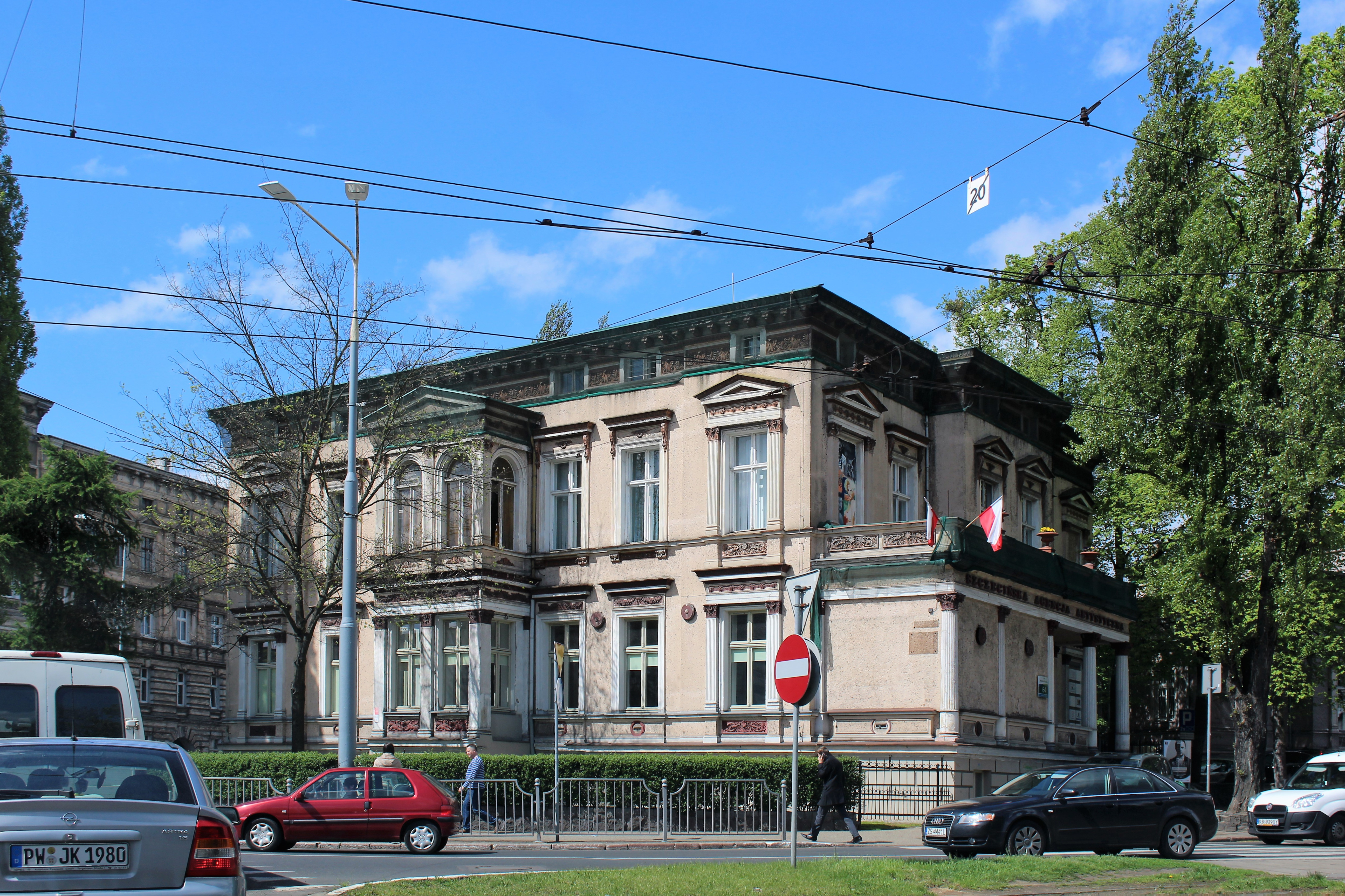
Willa Heinricha Stoltinga przy al. Wojska Polskiego 64 w Szczecinie

Heinrich Stolting (ur. 20 marca 1814 w Stralsundzie, zm. 6 listopada 1884 w Szczecinie) – niemiecki kupiec, kolekcjoner, rysownik i akwaforcista.
W 1843 roku wspólnie z F. Christenem założył firmę Holz-, Commisions- und Speditionsgeschäft, którą w latach 1857-1879 prowadził pod własnym nazwiskiem. Kolekcjonował dawne malarstwo oraz grafikę europejską, której opracowany przez siebie katalog wydał drukiem (1859, 1865). Sam również amatorsko zajmował się rytowaniem grafik reprodukcyjnych, głównie XVII-wiecznych rycin holenderskich. Angażował się także w działalność dobroczynną, ze środków fundacji Stoltinga sfinansowano ośrodek pomocy dla ubogich rodzin kupieckich i zakład leczniczy dla dzieci.
Kolekcja Stoltinga, przekazana w testamencie miastu, stała się podstawą Gabinetu Grafik Muzeum Miejskiego w Szczecinie.